# Eutin 08
Eutin 08 (celým názvem: Eutiner Sportvereinigung von 1908 e. V.) je německý sportovní klub, který sídlí ve městě Eutin ve spolkové zemi Šlesvicko-Holštýnsko. Založen byl 13. srpna 1908 pod názvem 1. Eutiner FC 08. Svůj současný název nese od roku 1921. Od sezóny 2018/19 působí v Oberlize Schleswig-Holstein, páté německé nejvyšší fotbalové soutěži. Své domácí zápasy odehrává na stadionu Eutina-Platz s kapacitou 2 000 diváků. Klubové barvy jsou červená a modrá.
Mimo mužský fotbalový oddíl má sportovní klub i jiné oddíly, mj. oddíl házené, tanečního sportu, fitnessu a gymnastiky.

## Historické názvy
Zdroj:
- 1908 – 1. Eutiner FC 08 (1. Eutiner Fußballclub von 1908)
- 1921 – Eutiner SpVgg 08 (Eutiner Sportvereinigung von 1908)

## Umístění v jednotlivých sezonách
Stručný přehled
Zdroj:
- 1947–1948: Landesliga Schleswig-Holstein Ost
- 1948–1952: Landesliga Schleswig-Holstein
- 1952–1954: Bezirksklasse Schleswig-Holstein Süd/Nord
- 1954–1957: 2. Amateurliga Schleswig-Holstein Süd/Nord
- 1958–1961: 2. Amateurliga Schleswig-Holstein Süd/Nord
- 1968–1971: Bezirksliga Schleswig-Holstein Süd
- 1971–1972: Verbandsliga Schleswig-Holstein Süd
- 1972–1978: Landesliga Schleswig-Holstein
- 1978–1990: Verbandsliga Schleswig-Holstein
- 1990–1991: Fußball-Oberliga Nord
- 1991–1992: Verbandsliga Schleswig-Holstein
- 1992–1994: Landesliga Schleswig-Holstein Süd
- 1994–1997: Bezirksliga Schleswig-Holstein Süd
- 1999–2006: Bezirksliga Schleswig-Holstein Süd/Nord
- 2006–2007: Kreisliga Ostholstein
- 2007–2008: Bezirksliga Schleswig-Holstein Süd/Nord
- 2008–2012: Verbandsliga Schleswig-Holstein Südost
- 2012–2013: Kreisliga Ostholstein
- 2013–2014: Verbandsliga Schleswig-Holstein Südost
- 2014–2017: Fußball-Schleswig-Holstein-Liga
- 2017–2018: Fußball-Regionalliga Nord
- 2018– : Fußball-Oberliga Schleswig-Holstein

Jednotlivé ročníky
Zdroj:
Legenda: Z – zápasy, V – výhry, R – remízy, P – porážky, VG – vstřelené góly, OG – obdržené góly, +/- – rozdíl skóre, B – body, červené podbarvení – sestup, zelené podbarvení – postup, fialové podbarvení – reorganizace, změna skupiny či soutěže
| Britská okupační zóna (1947 – 1949) |                                            |        |    |    |    |    |     |     |      |    |        |
| Sezóny                              | Liga                                       | Úroveň | Z  | V  | R  | P  | VG  | OG  | +/-  | B  | Pozice |
| 1947/48                             | Landesliga Schleswig-Holstein Ost          | 2      | 22 | 11 | 1  | 6  | 53  | 35  | +18  | 23 | 3.     |
| 1948/49                             | Landesliga Schleswig-Holstein              | 2      | 22 | 14 | 2  | 6  | 62  | 31  | +31  | 30 | 2.     |
| Německo (1949 – )                   |                                            |        |    |    |    |    |     |     |      |    |        |
| Sezóny                              | Liga                                       | Úroveň | Z  | V  | R  | P  | VG  | OG  | +/−  | B  | Pozice |
| 1949/50                             | Landesliga Schleswig-Holstein              | 2      | 22 | 7  | 4  | 11 | 45  | 55  | -10  | 18 | 8.     |
| 1950/51                             | Landesliga Schleswig-Holstein              | 2      | 22 | 5  | 6  | 11 | 38  | 50  | -12  | 16 | 9.     |
| 1951/52                             | Landesliga Schleswig-Holstein              | 2      | 30 | …  | …  | …  | 48  | 95  | -47  | 16 | 15.    |
| 1952/53                             | Bezirksklasse Schleswig-Holstein Süd/Nord  | 3      | 24 | …  | …  | …  | 51  | 34  | +17  | 29 | 2.     |
| 1953/54                             | Bezirksklasse Schleswig-Holstein Süd/Nord  | 3      | 24 | …  | …  | …  | 59  | 44  | +15  | 25 | 6.     |
| 1954/55                             | 2. Amateurliga Schleswig-Holstein Süd/Nord | 3      | 24 | …  | …  | …  | 47  | 42  | +5   | 24 | 7.     |
| 1955/56                             | 2. Amateurliga Schleswig-Holstein Süd/Nord | 3      | 24 | …  | …  | …  | 48  | 58  | -10  | 21 | 9.     |
| 1956/57                             | 2. Amateurliga Schleswig-Holstein Süd/Nord | 3      | 22 | …  | …  | …  | 34  | 76  | -42  | 7  | 12.    |
| …                                   |                                            |        |    |    |    |    |     |     |      |    |        |
| 1958/59                             | 2. Amateurliga Schleswig-Holstein Süd/Nord | 3      | 22 | …  | …  | …  | 51  | 37  | +14  | 24 | 4.     |
| 1959/60                             | 2. Amateurliga Schleswig-Holstein Süd/Nord | 3      | 22 | …  | …  | …  | 48  | 34  | +14  | 30 | 2.     |
| 1960/61                             | 2. Amateurliga Schleswig-Holstein Süd/Nord | 3      | 26 | …  | …  | …  | 64  | 31  | +33  | 39 | 1.     |
| …                                   |                                            |        |    |    |    |    |     |     |      |    |        |
| 1968/69                             | Bezirksliga Schleswig-Holstein Süd         | 5      | 30 | …  | …  | …  | 62  | 46  | +16  | 35 | 2.     |
| 1969/70                             | Bezirksliga Schleswig-Holstein Süd         | 5      | 30 | …  | …  | …  | 93  | 47  | +46  | 43 | 2.     |
| 1970/71                             | Bezirksliga Schleswig-Holstein Süd         | 5      | 30 | …  | …  | …  | 99  | 29  | +70  | 47 | 1.     |
| 1971/72                             | Verbandsliga Schleswig-Holstein Süd        | 4      | 30 | …  | …  | …  | 85  | 10  | +75  | 45 | 1.     |
| 1972/73                             | Landesliga Schleswig-Holstein              | 3      | 30 | …  | …  | …  | 61  | 57  | +4   | 32 | 7.     |
| 1973/74                             | Landesliga Schleswig-Holstein              | 3      | 30 | …  | …  | …  | 46  | 55  | -9   | 25 | 13.    |
| 1974/75                             | Landesliga Schleswig-Holstein              | 4      | 30 | …  | …  | …  | 45  | 63  | -18  | 27 | 11.    |
| 1975/76                             | Landesliga Schleswig-Holstein              | 4      | 30 | …  | …  | …  | 44  | 52  | -8   | 28 | 10.    |
| 1976/77                             | Landesliga Schleswig-Holstein              | 4      | 30 | …  | …  | …  | 40  | 47  | -7   | 29 | 8.     |
| 1977/78                             | Landesliga Schleswig-Holstein              | 4      | 30 | …  | …  | …  | 52  | 37  | +15  | 34 | 5.     |
| 1978/79                             | Verbandsliga Schleswig-Holstein            | 4      | 30 | …  | …  | …  | 46  | 41  | +5   | 28 | 9.     |
| 1979/80                             | Verbandsliga Schleswig-Holstein            | 4      | 30 | …  | …  | …  | 72  | 44  | +28  | 39 | 2.     |
| 1980/81                             | Verbandsliga Schleswig-Holstein            | 4      | 30 | …  | …  | …  | 72  | 30  | +42  | 47 | 1.     |
| 1981/82                             | Verbandsliga Schleswig-Holstein            | 4      | 30 | …  | …  | …  | 56  | 53  | +3   | 33 | 7.     |
| 1982/83                             | Verbandsliga Schleswig-Holstein            | 4      | 30 | …  | …  | …  | 79  | 51  | +28  | 37 | 3.     |
| 1983/84                             | Verbandsliga Schleswig-Holstein            | 4      | 30 | …  | …  | …  | 59  | 47  | +12  | 32 | 7.     |
| 1984/85                             | Verbandsliga Schleswig-Holstein            | 4      | 30 | …  | …  | …  | 78  | 28  | +50  | 45 | 2.     |
| 1985/86                             | Verbandsliga Schleswig-Holstein            | 4      | 30 | …  | …  | …  | 60  | 48  | +12  | 30 | 8.     |
| 1986/87                             | Verbandsliga Schleswig-Holstein            | 4      | 30 | …  | …  | …  | 50  | 56  | -6   | 26 | 12.    |
| 1987/88                             | Verbandsliga Schleswig-Holstein            | 4      | 30 | …  | …  | …  | 46  | 51  | -5   | 26 | 10.    |
| 1988/89                             | Verbandsliga Schleswig-Holstein            | 4      | 30 | …  | …  | …  | 64  | 52  | +12  | 33 | 5.     |
| 1989/90                             | Verbandsliga Schleswig-Holstein            | 4      | 30 | …  | …  | …  | 70  | 23  | +47  | 48 | 2.     |
| 1990/91                             | Fußball-Oberliga Nord                      | 3      | 34 | 6  | 10 | 18 | 38  | 65  | -27  | 22 | 17.    |
| 1991/92                             | Verbandsliga Schleswig-Holstein            | 4      | 30 | …  | …  | …  | 37  | 63  | -26  | 23 | 14.    |
| 1992/93                             | Landesliga Schleswig-Holstein Süd          | 5      | 30 | …  | …  | …  | 37  | 44  | -7   | 25 | 12.    |
| 1993/94                             | Landesliga Schleswig-Holstein Süd          | 5      | 30 | …  | …  | …  | 25  | 55  | -30  | 19 | 15.    |
| 1994/95                             | Bezirksliga Schleswig-Holstein Süd         | 7      | …  | …  | …  | …  | …   | …   | …    | …  |        |
| 1995/96                             | Bezirksliga Schleswig-Holstein Süd         | 7      | 30 | …  | …  | …  | 65  | 46  | +19  | 49 | 5.     |
| 1996/97                             | Bezirksliga Schleswig-Holstein Süd         | 7      | …  | …  | …  | …  | …   | …   | …    | …  |        |
| …                                   |                                            |        |    |    |    |    |     |     |      |    |        |
| 1999/00                             | Bezirksliga Schleswig-Holstein Süd/Nord    | 7      | 30 | …  | …  | …  | 61  | 48  | +13  | 48 | 3.     |
| 2000/01                             | Bezirksliga Schleswig-Holstein Süd/Nord    | 7      | 30 | …  | …  | …  | 41  | 42  | -1   | 42 | 9.     |
| 2001/02                             | Bezirksliga Schleswig-Holstein Süd/Nord    | 7      | 30 | …  | …  | …  | 66  | 46  | +20  | 49 | 6.     |
| 2002/03                             | Bezirksliga Schleswig-Holstein Süd/Nord    | 7      | 30 | 10 | 10 | 10 | 55  | 47  | +8   | 40 | 9.     |
| 2003/04                             | Bezirksliga Schleswig-Holstein Süd/Nord    | 7      | 28 | 11 | 6  | 11 | 49  | 35  | +14  | 39 | 5.     |
| 2004/05                             | Bezirksliga Schleswig-Holstein Süd/Nord    | 7      | 30 | 9  | 11 | 10 | 46  | 48  | -2   | 38 | 10.    |
| 2005/06                             | Bezirksliga Schleswig-Holstein Süd/Nord    | 7      | 30 | 7  | 4  | 19 | 48  | 65  | -17  | 25 | 15.    |
| 2006/07                             | Kreisliga Ostholstein                      | 8      | 30 | 25 | 3  | 2  | 133 | 32  | +101 | 78 | 1.     |
| 2007/08                             | Bezirksliga Schleswig-Holstein Süd/Nord    | 7      | 30 | 22 | 4  | 4  | 91  | 30  | +61  | 70 | 1.     |
| 2008/09                             | Verbandsliga Schleswig-Holstein Südost     | 6      | 34 | 11 | 8  | 15 | 54  | 63  | -9   | 41 | 12.    |
| 2009/10                             | Verbandsliga Schleswig-Holstein Südost     | 6      | 34 | 20 | 5  | 9  | 81  | 53  | +28  | 65 | 4.     |
| 2010/11                             | Verbandsliga Schleswig-Holstein Südost     | 6      | 34 | 13 | 4  | 17 | 59  | 68  | -9   | 43 | 11.    |
| 2011/12                             | Verbandsliga Schleswig-Holstein Südost     | 6      | 34 | 4  | 6  | 24 | 51  | 116 | -65  | 18 | 18.    |
| 2012/13                             | Kreisliga Ostholstein                      | 7      | 30 | 24 | 2  | 4  | 116 | 20  | +96  | 74 | 1.     |
| 2013/14                             | Verbandsliga Schleswig-Holstein Südost     | 6      | 34 | 27 | 7  | 0  | 103 | 20  | +83  | 88 | 1.     |
| 2014/15                             | Fußball-Schleswig-Holstein-Liga            | 5      | 34 | 19 | 7  | 8  | 70  | 45  | +25  | 64 | 4.     |
| 2015/16                             | Fußball-Schleswig-Holstein-Liga            | 5      | 34 | 25 | 1  | 8  | 108 | 46  | +62  | 76 | 2.     |
| 2016/17                             | Fußball-Schleswig-Holstein-Liga            | 5      | 34 | 29 | 4  | 1  | 100 | 23  | +77  | 91 | 1.     |
| 2017/18                             | Fußball-Regionalliga Nord                  | 4      | 34 | 6  | 6  | 22 | 51  | 80  | -29  | 24 | 17.    |
| 2018/19                             | Fußball-Oberliga Schleswig-Holstein        | 5      | 34 |    |    |    |     |     |      |    |        |